# Pont Atlas
Le pont Atlas (ou pont de l’Atlas V) relie les deux rives de la Meuse à hauteur de la cité de Droixhe.

## Historique
L'ancêtre du pont Atlas fut érigé entre 1927 et 1930, il était alors appelé pont de Coronmeuse. C'était un des rares vestiges de l’Exposition internationale de Liège de 1930 organisée pour le centenaire de la Belgique.
Il enjambait à la fois la Dérivation, la Meuse et le canal de Maastricht sur une longueur de 315 mètres. Il fut détruit à l'aube de la Seconde Guerre mondiale, le 11 mai 1940.
Après la guerre, un nouveau pont fut érigé, sa construction se termina en 1947. Il fut baptisé pont de l’Atlas V en mémoire du remorqueur, appartenant à l'armateur engissois Mélard, qui avait réussi à forcer les barrages allemands sur la Meuse et à rallier Eisden en 1917.
Aujourd'hui, ce pont est un axe très fréquenté permettant de relier le quartier de Coronmeuse à Droixhe et Bressoux

## Mémorial
« De cette rive, sous l'occupation ennemie,

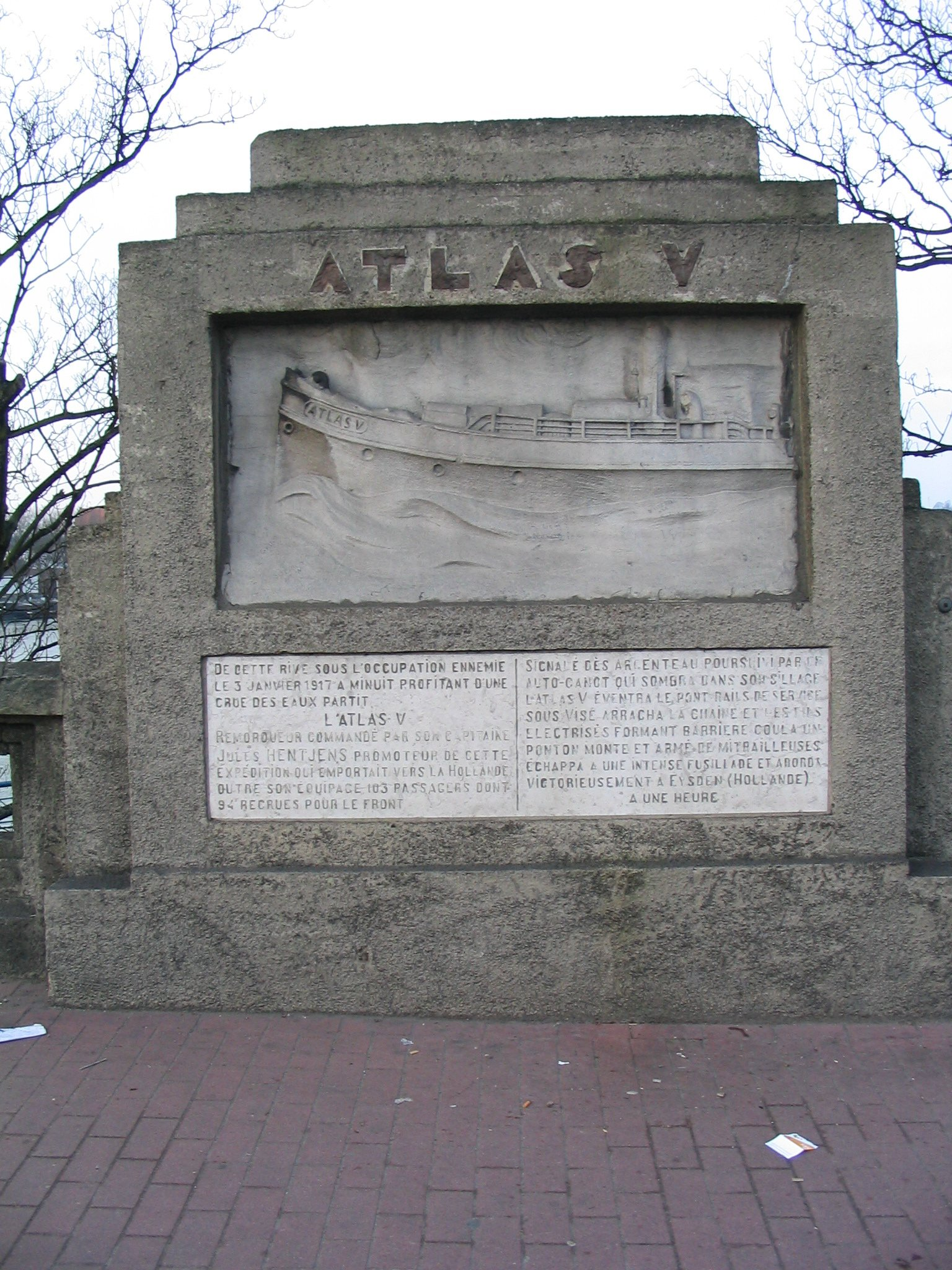
Memorial sur le pont Atlas V.

le 3 janvier 1917 à minuit, profitant d'une
crue des eaux, partit l'Atlas V.
Remorqueur commandé par son capitaine
Jules Hentjens, promoteur de cette
expédition, qui emportait vers la Hollande
outre son équipage, 103 passagers dont
94 recrues pour le front.
--
Signalé dès Argenteau, poursuivi par un
auto-canot qui sombra dans son sillage,
l'Atlas V éventra le pont rails de service
sous Visé, arracha la chaîne et les fils
électrisés formant barrière, coula un
ponton monté et armé de mitrailleuses,
échappa à une intense fusillade et aborda
victorieusement à Eysden (Hollande) à une heure. »